# Corsin Konietzke
Corsin Konietzke (Schwäbisch Gmünd, 21 giugno 2006) è un calciatore svizzero, centrocampista del San Gallo.

## Biografia
È nato in Germania da padre tedesco e madre svizzera.

## Carriera

### Club
Cresciuto nel settore giovanile del San Gallo, tra il 2023 ed il 2025 ha giocato numerose partite tra la terza e la quarta divisione svizzera con la formazione riserve del club biancoverde; ha debuttato in prima squadra il 31 gennaio 2024 nell'incontro di prima divisione svizzera perso 2-0 contro il Servette; l'11 luglio dello stesso anno ha firmato il suo primo contratto professionistico ed il 28 novembre ha segnato il suo primo gol in prima squadra nell'incontro della fase a gironi di UEFA Conference League 2024-2025 vinto 2-2 contro i bosniaci del TSC Bačka Topola.

### Nazionale
Ha giocato con le nazionali giovanili svizzere Under-16, Under-17, Under-18 ed Under-19.

## Statistiche

### Presenze e reti nei club
Statistiche aggiornate al 2 agosto 2025.
| Stagione            | Squadra             | Campionato          | Campionato | Campionato | Coppe nazionali | Coppe nazionali | Coppe nazionali | Coppe continentali | Coppe continentali | Coppe continentali | Altre coppe | Altre coppe | Altre coppe | Totale | Totale | Totale |
| Stagione            | Squadra             | Comp                | Pres       | Reti       | Comp            | Pres            | Reti            | Comp               | Pres               | Reti               | Comp        | Pres        | Reti        | Pres   | Reti   |        |
| ------------------- | ------------------- | ------------------- | ---------- | ---------- | --------------- | --------------- | --------------- | ------------------ | ------------------ | ------------------ | ----------- | ----------- | ----------- | ------ | ------ | ------ |
| 2022-2023           | San Gallo II        | PL                  | 10         | 0          | -               | -               | -               | -                  | -                  | -                  | -           | -           | -           | 10     | 0      |        |
| 2023-2024           | San Gallo II        | PL                  | 24         | 1          | -               | -               | -               | -                  | -                  | -                  | -           | -           | -           | 24     | 1      |        |
| 2024-2025           | San Gallo II        | 1L                  | 2          | 0          | -               | -               | -               | -                  | -                  | -                  | -           | -           | -           | 2      | 0      |        |
| Totale San Gallo II | Totale San Gallo II | Totale San Gallo II | 36         | 1          |                 | -               | -               |                    | -                  | -                  |             | -           | -           | 36     | 1      |        |
| 2023-2024           | San Gallo           | SL                  | 6          | 0          | CS              | 0               | 0               | -                  | -                  | -                  | -           | -           | -           | 6      | 0      |        |
| 2024-2025           | San Gallo           | SL                  | 17         | 0          | CS              | 3               | 0               | UECL               | 5                  | 1                  | -           | -           | -           | 25     | 1      |        |
| 2025-2026           | San Gallo           | SL                  | 2          | 0          | CS              | 0               | 0               | -                  | -                  | -                  | -           | -           | -           | 2      | 0      |        |
| Totale San Gallo    | Totale San Gallo    | Totale San Gallo    | 25         | 0          |                 | 3               | 0               |                    | 5                  | 1                  |             | -           | -           | 33     | 1      |        |
| Totale carriera     | Totale carriera     | Totale carriera     | 61         | 1          |                 | 3               | 0               |                    | 5                  | 1                  |             | -           | -           | 69     | 2      |        |